# Calvin Mooers
 (septembre 2010).
Calvin Northrup Mooers, né le 24 octobre 1919 à Minneapolis puis décédé le 1er décembre 1994 à Cambridge dans le Massachusetts, est un informaticien américain connu pour ses travaux concernant la recherche d'information et la conception du langage de programmation TRAC.

## Biographie
Mooers est natif de Minneapolis, dans le Minnesota. Élève de l'Université du Minnesota, il obtient un baccalauréat en mathématiques en 1941. Il travaille au Laboratoire d'artillerie navale de 1941 à 1946, puis au Massachusetts Institute of Technology (MIT), où il acquiert une maîtrise en mathématiques et en physique. Au MIT, il développe un système mécanique à l'aide de superposition des codes de descripteurs pour l'extraction des informations, appelé Zatocoding. En 1947, il crée le Zator, une machine de récupération électronique et propose à cette occasion l'utilisation d'opérations booléennes. Il fonde la société Zator (Zator Company) en 1947. C'est l'une des premières entreprises des technologies de l'information, pour commercialiser cette idée et poursuit le travail dans la théorie de l'information, de l'extraction de l'information et l’intelligence artificielle. Il développe son propre système de Zatocoding en 1948 à l'aide de surimpression de codes (mis en application sur des cartes perforées). Il invente les termes Information Retrieval (IR) (recherche d'information) et descripteur dans son mémoire de maîtrise en 1948 et commence à les utiliser dans ses écrits à partir de 1950. Le concept d'Information Retrieval est utilisé en sciences de l'information et s'applique notamment à Internet de nos jours dans la  fonction « display  the item with the name », c'est-à-dire « afficher les éléments portant ce nom » et fetch, « lecture »).
En 1959, il présente à la réunion annuelle de l'American Documentation Institute (en) de Lehigh University, la loi qui porte son nom : « People will resist information without the price of not knowing it's greetly exceeds the price of learning it ».
Il fonde l'Institut de recherche de Rockford en 1961, puis développe le langage de programmation TRAC.
Mooers reçoit le prix du mérite de l'American Society for  Information Science (en) en 1978.
C'est l'auteur d'environ 200 publications. Son nom est également associé à la loi de Mooers.
Mooers meurt en 1994 à Cambridge, dans le Massachusetts d'un arrêt cardiaque.